# Glodjevo
Glodjevo (în bulgară Глоджево) este un oraș în comuna Vetovo, regiunea Ruse,  Bulgaria. 

## Demografie
Componența etnică a orașului Glodjevo
     Turci (79,66%)
     Bulgari (4,93%)
     Nicio identificare (14,96%)
     Altele (0,43%)
La recensământul din 2011, populația orașului Glodjevo era de 3.467 locuitori. Din punct de vedere etnic, majoritatea locuitorilor (79,66%) erau turci, cu o minoritate de bulgari (4,93%). Pentru 14,96% din locuitori nu este cunoscută apartenența etnică.